# 永松博文
永松 博文（ながまつ ひろふみ、1939年7月3日 - ）は、日本の政治家。大分県豊後高田市長（2005年の市町村合併後）を3期、旧豊後高田市長を2期務めた。昭和の町による豊後高田市の地域おこしの推進で知られる。

## 来歴
- 1939年 - 大分県豊後高田市出身。
- 1963年 - 金沢大学法文学部法律課程卒業、大分県庁採用[1][3]。
- 1995年 - 大分県東京事務所長[1]。
- 1997年 - 大分県商工労働観光部長[1]。
- 1998年 - 大分県退職、豊後高田市長当選（一期）[1][3]。
- 2002年 - 豊後高田市長当選（二期）[1]。
- 2005年 - 市町村合併による市長選挙により、豊後高田市長当選（一期）[1][3]。
- 2009年 - 豊後高田市長当選（二期）[1]。
- 2013年 - 豊後高田市長当選（三期）[1]。
- 2017年11月 - 旭日中綬章受章。